# Oligia perpusilla
Oligia perpusilla là một loài bướm đêm trong họ Noctuidae.